# Euproclus
Euproclus is een geslacht van kevers van de familie snoerhalskevers (Anthicidae).

## Soorten
- E. cephalotes Bonadona, 1962
- E. metallicut Pic, 1933
- E. perrieri Fairmaire, 1900